# 麥格勞 (紐約州)
麥格勞（英語：McGraw）是位於美國紐約州科特蘭縣的村。

## 人口
根據2020年美國人口普查的數據，麥格勞的面積為2.56平方千米，皆為陸地。當地共有人口972人，而人口密度為每平方千米380人。